# Hibiscus setulosus
Hibiscus setulosus är en malvaväxtart som beskrevs av Ferdinand von Mueller. Hibiscus setulosus ingår i Hibiskussläktet som ingår i familjen malvaväxter. Inga underarter finns listade i Catalogue of Life.